# George Baird
George Baird   (Grand Island, 5 de març de 1907 - Rhinebeck, 4 de setembre de 2004) va ser un atleta estatunidenc, especialista en curses de velocitat, que va competir durant la dècada de 1920.
El 1928 va prendre part en els Jocs Olímpics d'Amsterdam, on va guanyar la medalla d'or en la prova dels 4x400 metres relleus del programa d'atletisme formant equip amb Frederick Alderman, Emerson Spencer i Ray Barbuti. En aquesta cursa van establir un nou rècord del món. Una setmana més tard va formar part del quartet que tornà a millorar el rècord del món dels 4x400 metres relleus i que deixà el temps en 3' 13.4".
Baird es graduà per la Universitat d'Iowa i acabà com a professor d'educació a la New York University.

## Millors marques
- 400 metres llisos. 47.9" (1928)
- 4x400 metres relleus. 3' 13.4" (1928)[1][2]